# Goethalsiella grandis
Goethalsiella grandis är en insektsart som beskrevs av Rehn, J.A.G. 1946. Goethalsiella grandis ingår i släktet Goethalsiella och familjen vårtbitare. Inga underarter finns listade i Catalogue of Life.